# Guttal
Guttal är en ort i Indien.   Den ligger i distriktet Haveri och delstaten Karnataka, i den södra delen av landet, 1 500 km söder om huvudstaden New Delhi. Guttal ligger 548 meter över havet och antalet invånare är 13 198.
Terrängen runt Guttal är platt. Runt Guttal är det tätbefolkat, med 331 invånare per kvadratkilometer. Guttal är det största samhället i trakten. Trakten runt Guttal består till största delen av jordbruksmark.